# 스톡턴 선더
| 스톡턴 선더   | |
| 콘퍼런스      | 내셔널 콘퍼런스 (2005년~2010년) 서부 콘퍼런스 (2010년~2015년) |
| 디비전        | 퍼시픽 디비전 (2005년~2015년) |
| 설립연도      | 2005년 |
| 해체연도      | 2015년 |
| 역사          | 신시내티 사이클론즈 (1990년~1992년) 버밍햄 불스 (1992년~2001년) 애틀랜틱시티 보드워크 불리즈 (2001년~2005년) 스톡턴 선더 (2005년~2015년) 애디론댁 선더 (2015년~현재) |
| 경기장        | 스톡턴 아레나 |
| 연고지        | 캘리포니아주 스톡턴 |
| 상징색        | 검정, 금, 은, 하양 |
| 구단주        | |
| 단장          | |
| 감독          | |
| NHL 제휴      | |
| AHL 제휴      | |
| 정규시즌 우승 | |
| 콘퍼런스 우승 | 1 (2013) |
| 디비전 우승   | |
| 켈리 컵       | |
| 영구 결번     | |

스톡턴 선더(Stockton Thunder)는 미국 캘리포니아주 스톡턴을 연고지로 하는 2005년부터 2015년까지 ECHL 소속되었던 아이스 하키팀이다.
2015년 연고지를 뉴욕주 글렌즈 폴스 (애디론댁 선더)로 이전했다.

## 역대 홈경기장
| 경기장        | 사용기간      | 수용인원 | 장소                | 비고 |
| ------------- | ------------- | -------- | ------------------- | ---- |
| 스톡턴 선더   |               |          |                     |      |
| 스톡턴 아레나 | 2005년~2015년 | 9,737명  | 캘리포니아주 스톡턴 | 빈칸 |